# Topo (Nossa Senhora do Rosário)
Topo é uma vila e freguesia do município da Calheta, na ilha de São Jorge, Região Autónoma dos Açores, com 9,35 km² de área e 440 habitantes (censo de 2021). A sua densidade populacional é 47,1 hab./km².
O nome oficial da freguesia é Topo (Nossa Senhora do Rosário).
Por decreto de 27 de agosto de 1891 foi criada a freguesia de Santo Antão, com lugares desanexados desta freguesia.
A povoação de Topo foi elevada à categoria de vila em 1981.
O orago da paróquia católica correspondente à povoação. Entre 1510 e 1867 a Vila do Topo foi sede do concelho do Topo, agrupando a actual vila e a vizinha freguesia de Santo Antão, então um mero curato. A vila foi devastada pelo Mandado de Deus, um sismo ocorrido a 9 de julho de 1757, sendo de novo duramente atingida pelo sismo de 1 de Janeiro de 1980.
Conservando uma arquitectura distinta, fortemente influenciada pela arquitectura da cidade de Angra, na vizinha ilha Terceira, com a qual manteve durante séculos relações privilegiadas através do seu porto, a Vila do Topo dispõe hoje de uma moderna Escola Básica Integrada, instalada na cerca do antigo Convento de São Diogo (franciscano), sendo um dos mais importantes pólos de desenvolvimento da ilha de São Jorge. A riqueza das pastagens da falda leste da Serra do Topo faz da vila e da vizinha freguesia de Santo Antão uma das principais origens do leite que produz o Queijo de São Jorge.

## Geografia
A Vila do Topo situa-se no extremo sueste da ilha de São Jorge, numa zona aplainada, de declive suave que iniciando-se na Ponta do Topo, onde se situa o farol, se prolonga até à freguesia de Santo Antão, anteriormente um arrabalde da Vila. É uma região de terrenos férteis, propícios para a produção de trigos (aliás a zona do Topo é a única nos Açores onde este cereal ainda se cultiva), separada das restantes povoações da ilha pela alta e escarpada Serra do Topo, onde se destacam o Pico do Facho, o Pico das Rocas, o Pico dos Frades, o Pico da Pedra Vermelha.
Este enquadramento geográfico fez com que durante séculos fosse mais fácil sair da vila por mar do que atravessar a serra, o que deu uma particular importância ao Porto do Topo, um pequeno cais escavado na falésia sueste da ilha.
Este acesso privilegiado à Terceira influiu poderosamente no desenvolvimento do Topo, permitindo ligações familiares e comerciais com a vizinha Terceira que depois se refletiram no falar, na arquitectura e mesmo nos patronímicos das famílias locais.

## Demografia
A população registada nos censos foi:
| Distribuição da População por Grupos Etários | Distribuição da População por Grupos Etários | Distribuição da População por Grupos Etários | Distribuição da População por Grupos Etários | Distribuição da População por Grupos Etários |
| -------------------------------------------- | -------------------------------------------- | -------------------------------------------- | -------------------------------------------- | -------------------------------------------- |
| Ano                                          | 0-14 Anos                                    | 15-24 Anos                                   | 25-64 Anos                                   | > 65 Anos                                    |
| 2001                                         | 90                                           | 87                                           | 244                                          | 112                                          |
| 2011                                         | 74                                           | 63                                           | 265                                          | 106                                          |
| 2021                                         | 52                                           | 50                                           | 239                                          | 99                                           |

## História

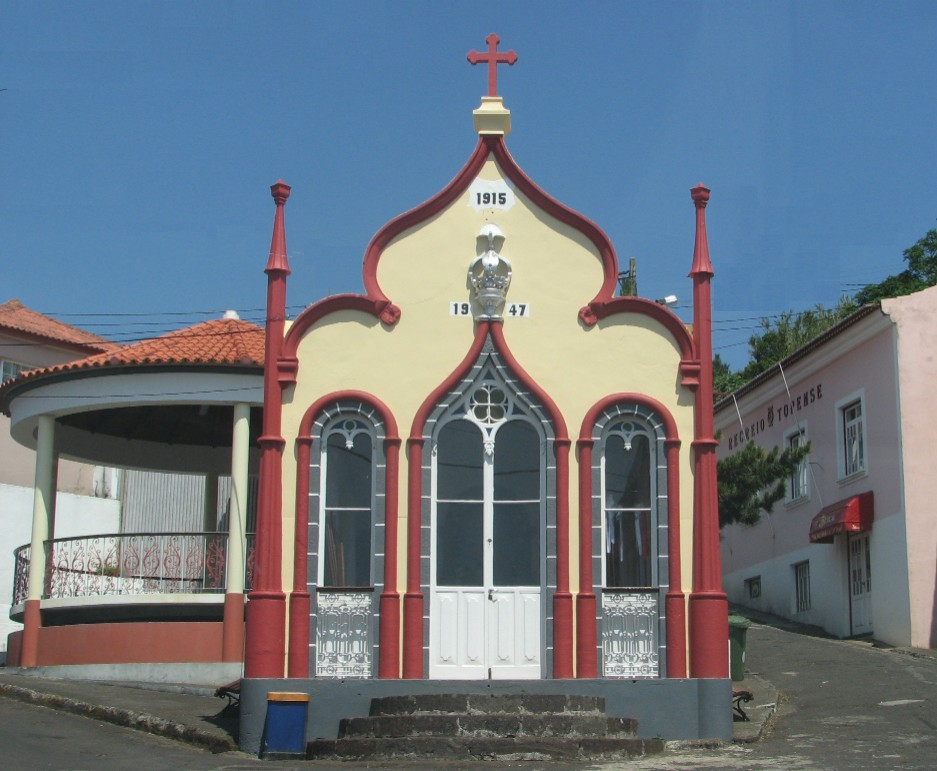
Império do Topo, sendo bem patente a influência terceirense.

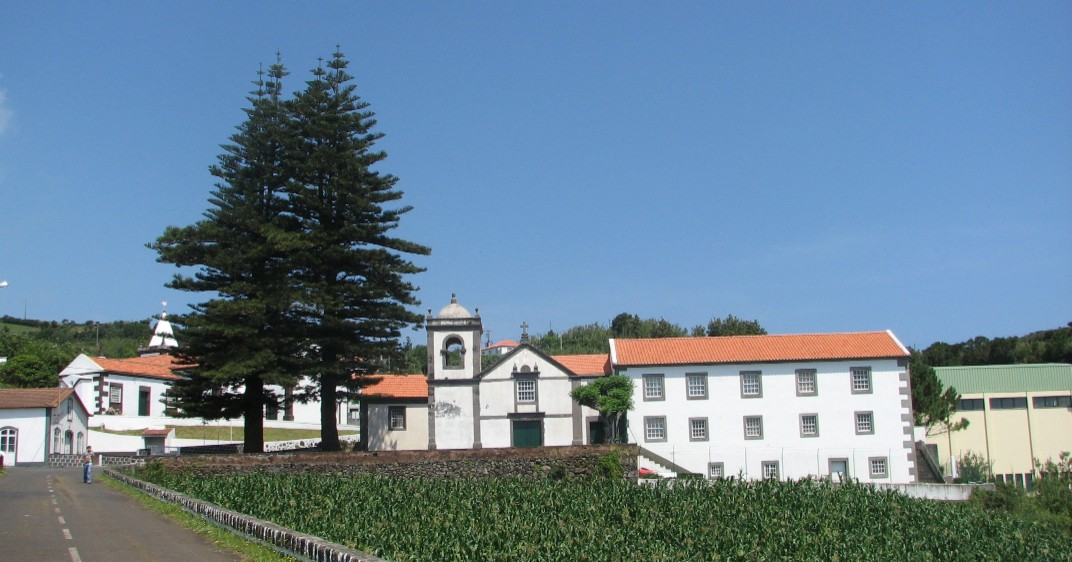
O Convento de São Diogo, hoje parte da Escola Básica Integrada da Vila do Topo.

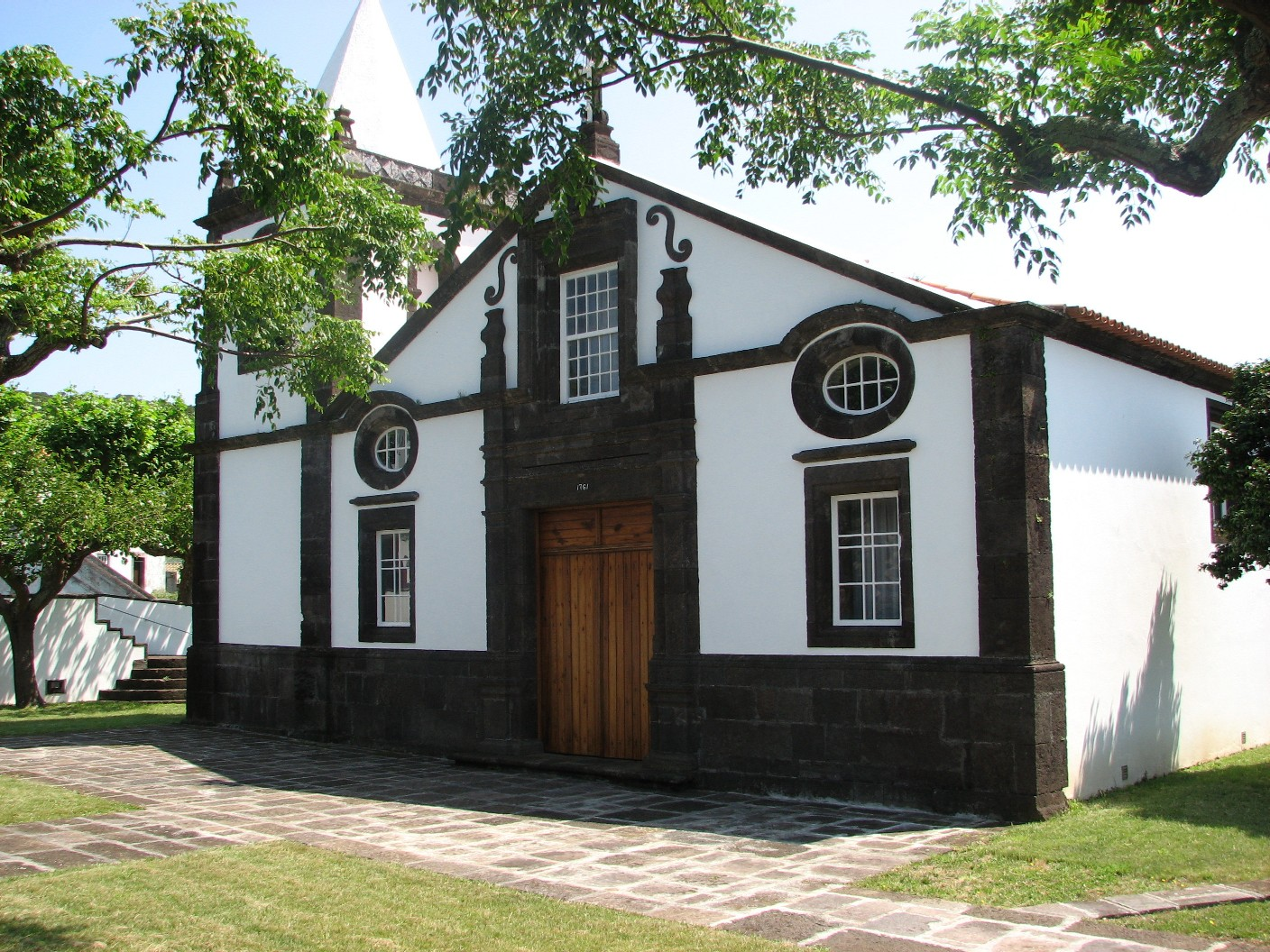
A Igreja Matriz de Nossa Senhora do Rosário, reconstruída em 1761, após o catastrófico Mandado de Deus.

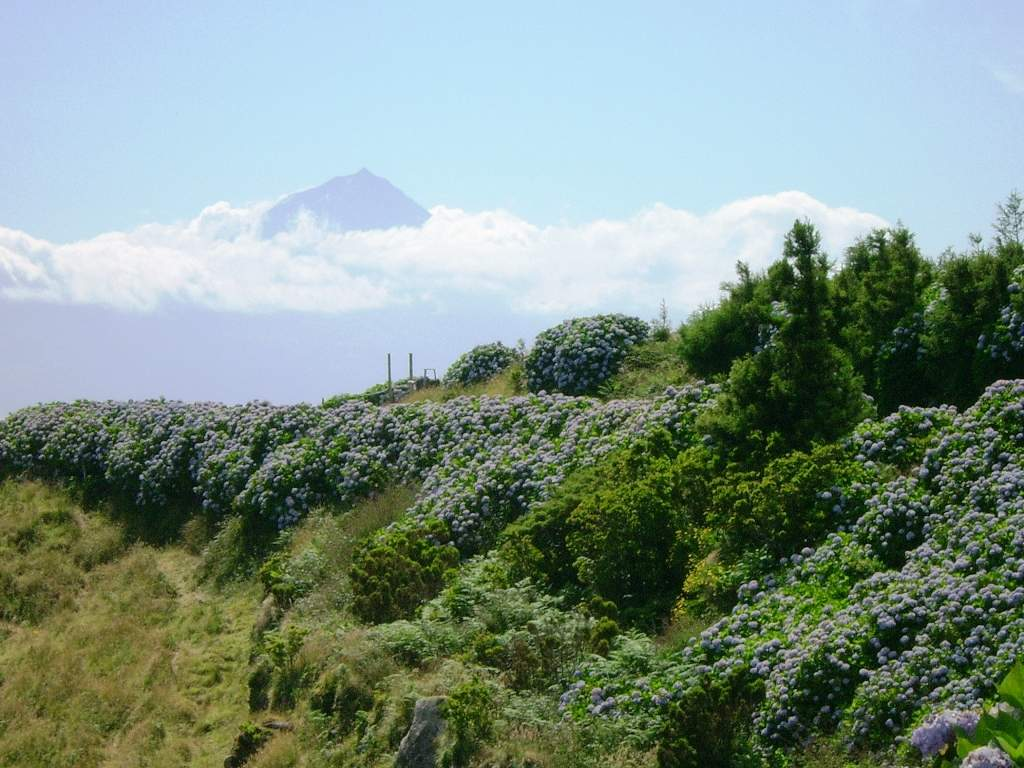
Serra do Topo, hortênsias em flor, Complexo Vulcânico do Topo, ilha de São Jorge, Açores.

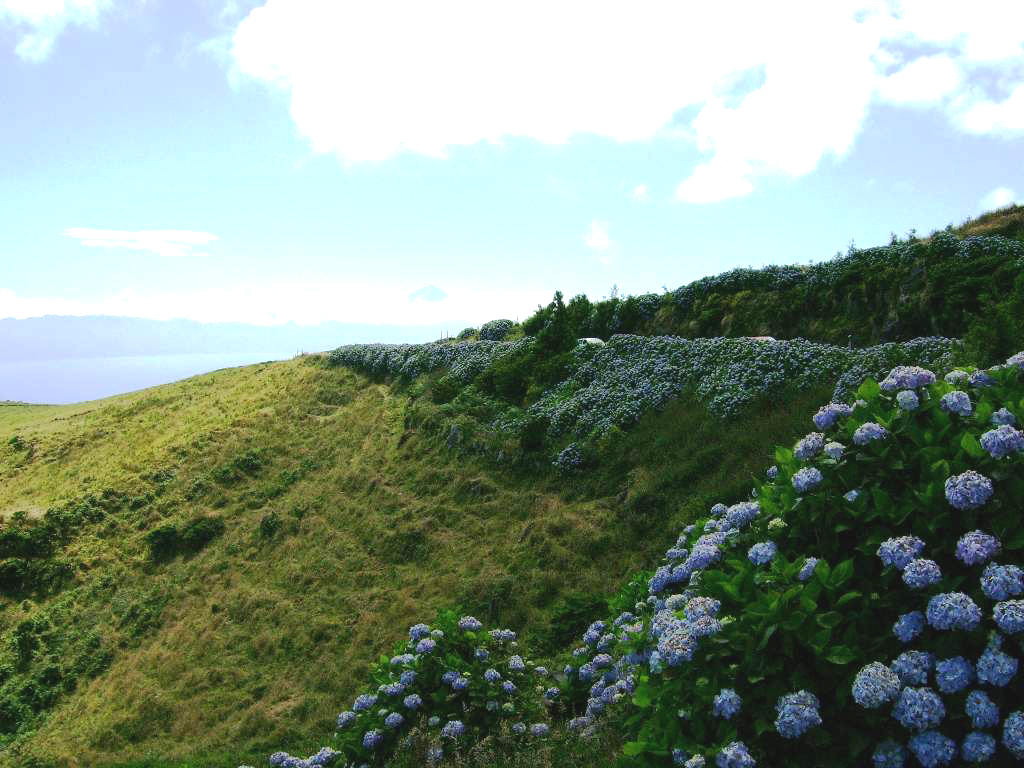
Paisagem da Serra do Topo com a ilha do Pico ao fundo, hortênsias em flor, Complexo Vulcânico do Topo, Topo, ilha de São Jorge.

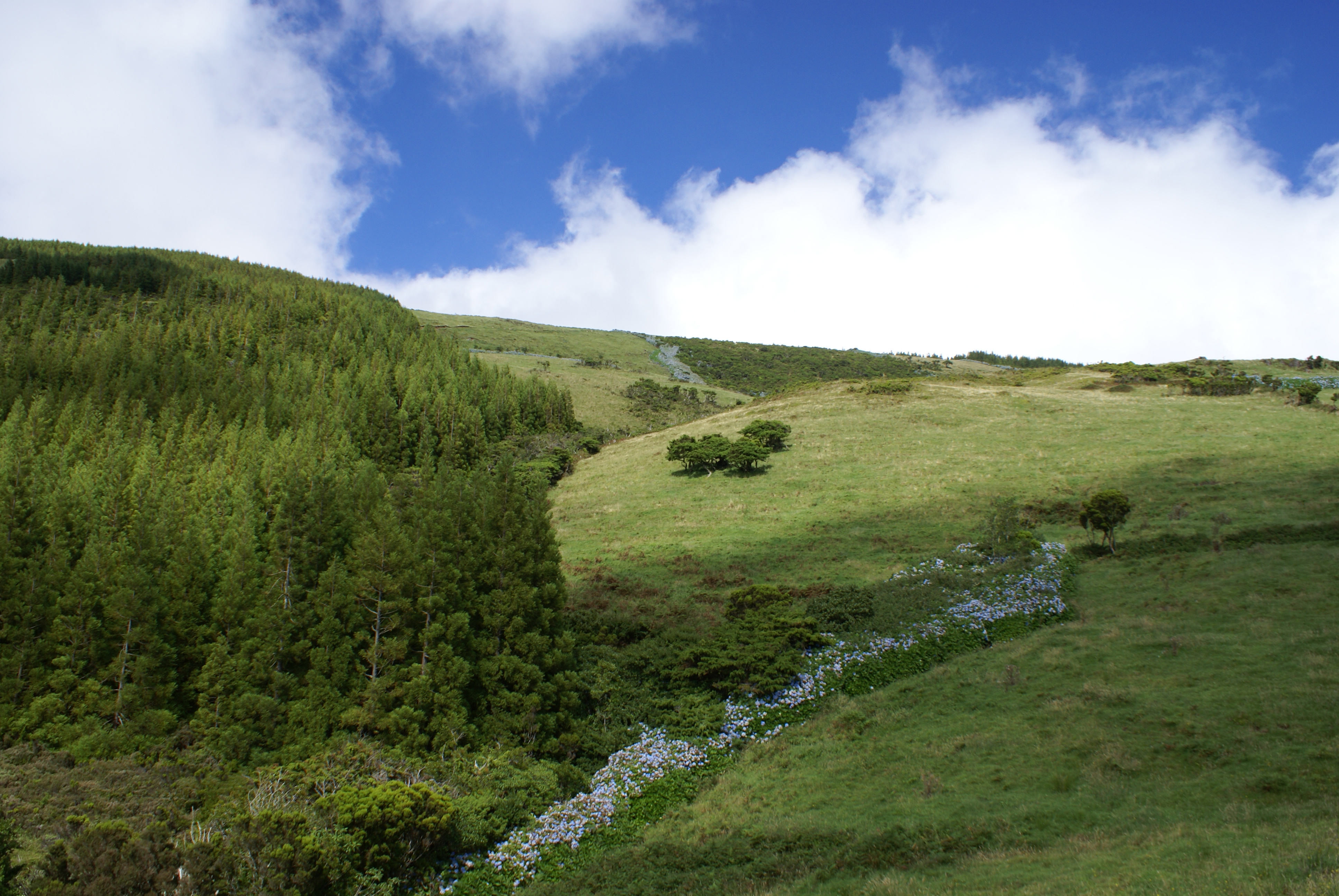
Serra do Topo, as montanhas e as pastagens sucedem-se junto à estrada que sobe a mais de 900 metros de altitude.

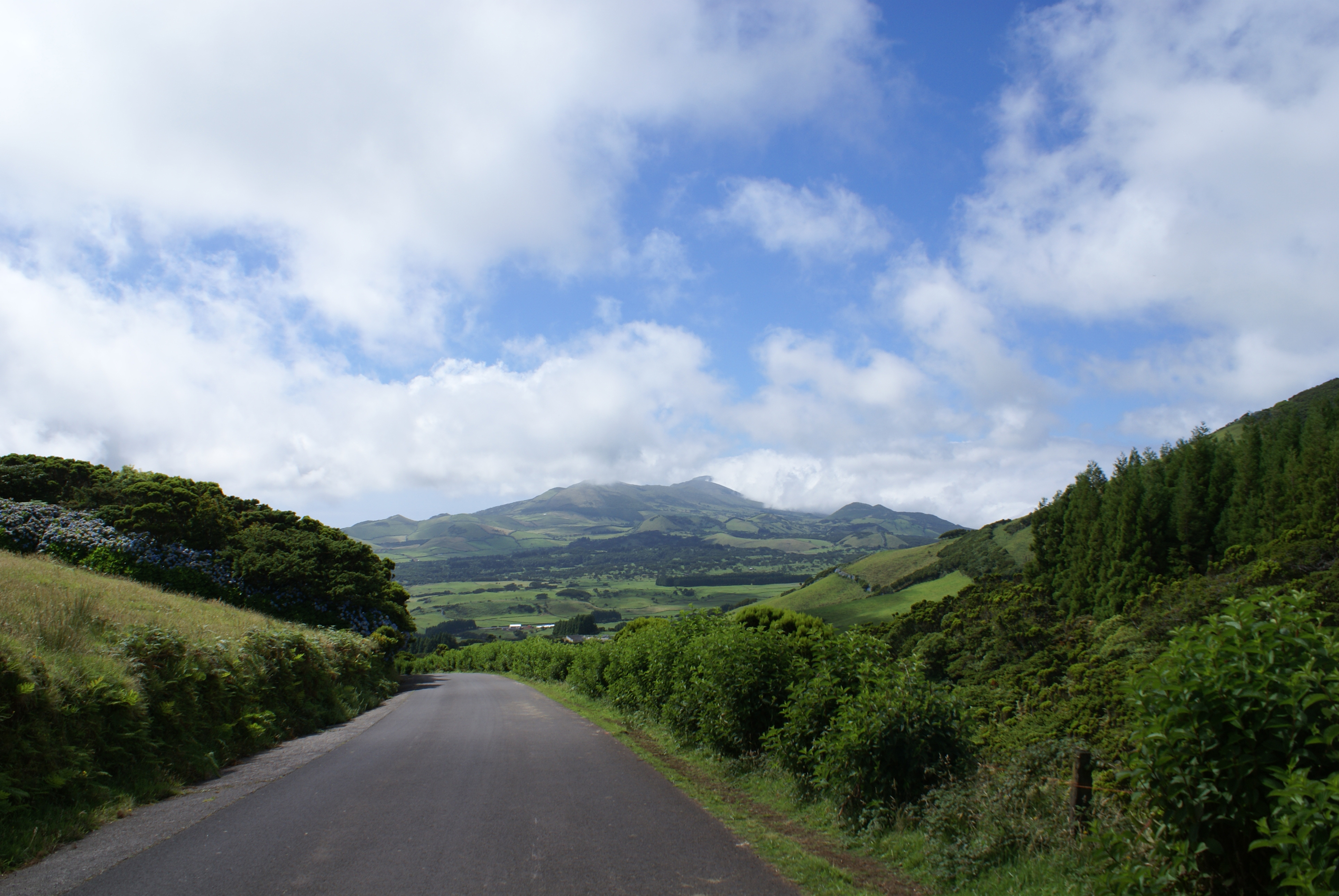
Serra do Topo, as montanhas sucedem-se pela estrada.

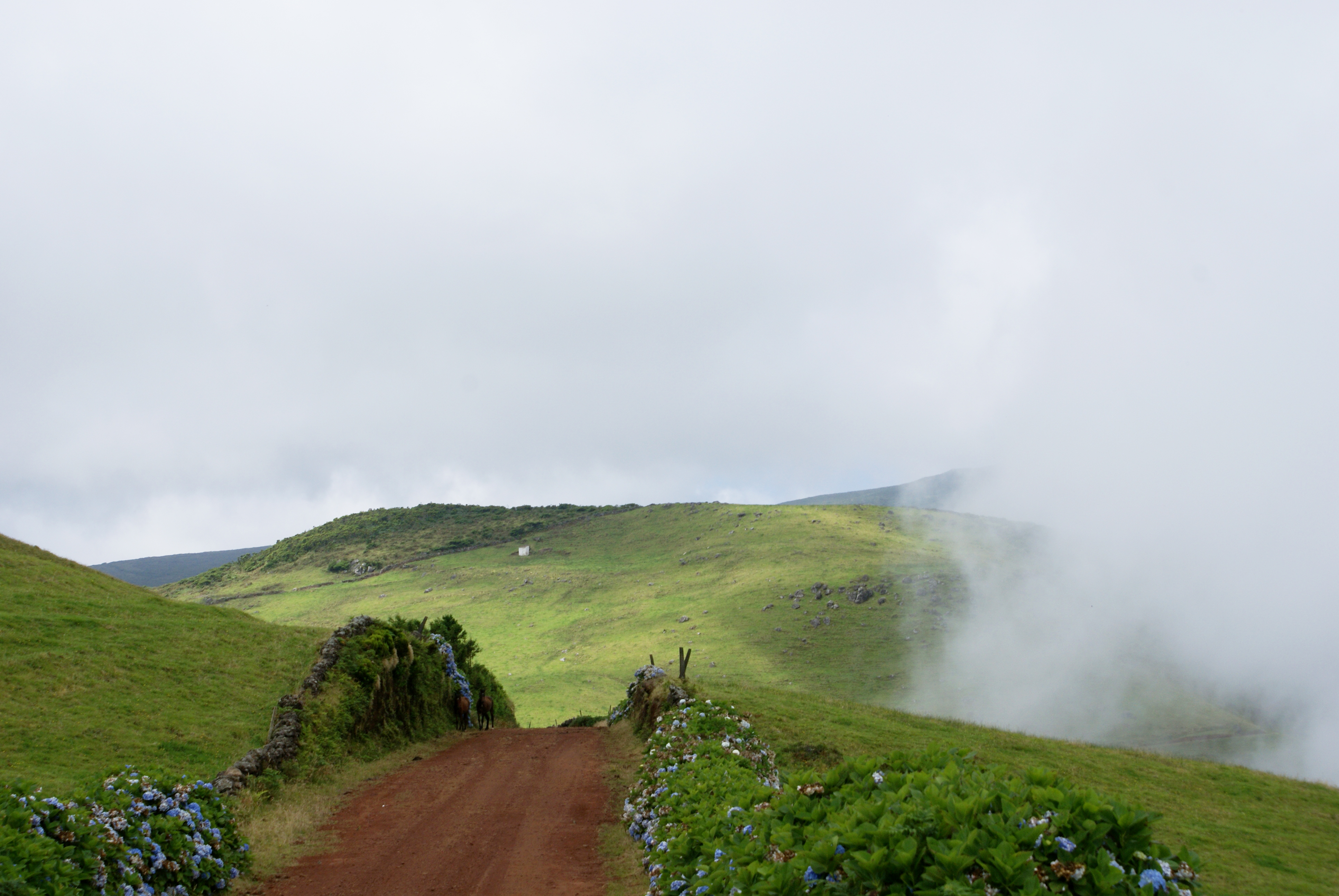
Serra do Topo, os nevoeiros caminham pela serra.

Apesar de ser disputada a asserção de que o Topo terá sido a primeira povoação fundada na ilha de São Jorge, a fundação da povoação do Topo terá ocorrido entre 1480 e 1490, altura em que se estabeleceu uma colónia de flamengos, capitaneada por Willem van der Hagen.
Este aventuroso flamengo, que posteriormente adoptou o nome Guilherme da Silveira, é hoje o tronco da numerosa família ‘’Silveira’’ de São Jorge. Willem van der Hagen encontra-se sepultada na ermida anexa ao Solar dos Tiagos, um magnífico imóvel oitocentista classificado como de interesse público.
Dada a proximidade relativa em relação à ilha Terceira e a grande dificuldade de ligação à vizinha vila da Calheta que resultava da travessia da Serra do Topo (onde a estrada sobe até aos 900 m de altitude), a vila esteve sempre muito ligada à ilha cidade de Angra, sendo muito frequentes os casamentos entre pessoas oriundas de ambas as povoações, formando-se um densa teia familiar que fazia do Topo um prolongamento daquela cidade. Esta proximidade está patente na arquitectura e no falar, mais próximo do terceirense do que das restantes comunidades jorgenses.
Pelo seu desenvolvimento mereceu ser elevada a vila em 12 de Setembro de 1510, transformando-se numa das capitais da ilhas, tendo contudo o seu desenvolvimento limitado pela falta de um hinterland que lhe permitisse expansão económica. De facto a vila do Topo, até meados do século XX não tinha ligação adequada ao resto da ilha, dada a dificuldade em transpor a Serra do Topo por terra.
Com a racionalização da divisão administrativa imposta pela reforma administrativa de 24 de Outubro de 1855, o pequeno concelho foi extinto, sendo decretada a sua anexação ao concelho da Calheta, o que se veio a consumar a 1 de Abril de 1870, depois de se ter tornado efectiva, pesem embora os protestos populares, em 1867.
Apesar de extinto o concelho e perdido o título de vila, o Topo manteve sempre uma feição urbana distinta, com as suas ruas bem traçadas. Ladeadas por casas de arquitectura erudita que não tinham paralelo em qualquer povoação rural do arquipélago. Por essa razão, o lugar continuou a ser conhecido pela Vila, nunca sendo aceite pela população a perda de estatuto. Reconhecendo essa realidade, pelo Decreto Legislativo Regional n.º 29/2003/A, de 24 de Junho, a localidade recuperou a categoria de vila, sendo hoje a terceira vila da ilha.
O antigo concelho do Topo, hoje integrado no da Calheta de São Jorge, abrangia o território das actuais freguesias de Vila do Topo e de Santo Antão, que foi desmembrado daquela. De acordo com os censos de 1849 e 1864 tinha, respectivamente, 2 909 e 2 817 habitantes.
A igreja primitiva era do século XVI, mas foi destruída pelo sismo de 9 de Julho de 1757, o famigerado Mandado de Deus, e reconstruída sob a direcção do padre Matias Pereira de Sousa. As obras foram dirigidas José de Avelar de Melo e concluídas em 1761. No seu adro foram sepultadas, em duas valas comuns, 84 vítimas do Mandado de Deus.
A vila foi de novo destruída pelo terramoto de 1980, em consequência do qual ficou profundamente alterada a sua estrutura e arquitectura, tendo levado a uma grande perda de população. Aquando daquele sismo, foi a localidade da ilha de São Jorge mais atingida, registando, para além de avultados prejuízos, 11 mortos e 9 desaparecidos, soterrados sob milhares de toneladas de pedra resultantes do desabamento de falésias na costa norte.
De cerca de 2 000 habitantes, a população caiu para apenas cerca de 500 residentes permanentes, num processo de acelerada perda demográfica que ainda não terminou.
A decisão, tomada em 1997, de transformar o antigo convento franciscano de São Diogo numa Escola Básica Integrada, permitindo a conclusão do ensino básico na Vila, veio fixar a população. Com esse objectivo, o Topo dispõe desde 2003 de um moderno e arquitetonicamente arrojado edifício escolar, que inclui um pavilhão gimno-desportivo, cantina, laboratórios e biblioteca, onde foi concentrada toda a actividade escolar da vila e da vizinha freguesia de Santo Antão, levando ao encerramento das 6 escolas anteriormente existentes.
O porto do Topo desempenhou até meados do século XX um importante papel referencial nas ligações marítimas entre as ilhas de São Jorge e Terceira, dada a sua particular localização geográfica. Apesar de no local o acesso ao mar ser difícil, dada a elevada falésia de bagacina e outros piroclastos existente, foi rasgada na rocha, à força de picareta, uma escadaria que dava acesso ao chamado Cais velho. Esta escadaria foi melhorada, por sucessivas remodelações, nomeadamente nos anos de 1560 e 1637.
A importância do Porto no acesso à Terceira era tal que em 1877, já depois da anexação do concelho, a Câmara da Calheta, em reunião de 6 de Junho, deliberou colocar um farol no porto da Vila do Topo, que foi o primeiro da ilha de São Jorge.
Com o surgir da baleação em meados do século XIX, o Porto do Topo foi o primeiro da ilha onde se armaram botes baleeiros para a caça ao cachalote, tendo a primeira companha sido fundada no ano de 1885. As canoas eram guardadas em furnas escavadas na escarpa sobranceira ao porto e algumas foram preservadas por derrocadas da mesma escarpa.
O Porto foi até aos anos de 1970 escala dos iates que faziam a carreira regular de passageiros entre o Faial e a Terceira, embarcando ali carga e passageiros.
Um dos filhos mais ilustres da Vila do Topo foi o bispo D. Manuel Bernardo de Sousa Enes, titular da Diocese de Macau, da Diocese de Bragança-Miranda e ainda da Diocese de Portalegre.
A vila do Topo é constituída pelos seguintes lugares principais:
- Vila;
- Ponta;
- Engenho.

## Lugares de interesse
Apesar de duramente atingida pelo terramoto de 1 de Janeiro de 1980, a vila do Topo mantém um conjunto de estruturas urbanísticas e de edifícios de grande beleza e equilíbrio. Entre os pontos de interesse na vila, destacam-se os seguintes:
- Forte do Topo
- Pico do Facho
- Pico dos Cabecinhos
- A Ponta do Topo, com o farol da Ponta do Topo e o fronteiro ilhéu do Topo, onde é apascentado gado que é obrigado a fazer a travessia a nado;
- O Convento de São Diogo e igreja anexa, hoje sede da Escola Básica Integrada da Vila do Topo;
- A Matriz de Nossa Senhora do Rosário, datada de 1761, memória da grande catástrofe do Mandado de Deus;
- O Solar dos Tiagos e ermida anexa, local de enterramento do pioneiro flamengo Willem van der Hagen;
- O porto do Topo, escavado na encosta de bagacina vermelha, local de grande beleza;
- O império da Irmandade do Divino Espírito Santo, ao estilo terceirense;
- As casas da antiga Câmara e a rua principal.
- Complexo Vulcânico do Topo
- Miradouro do Topo
- Miradouro da Canada do Pessegueiro

## Desporto
Antigamente possuía uma equipa de futebol de 11 com alguns dos melhores jogadores da ilha. O Grupo Desportivo do Topo ficou inactivo em 2009 por vários problemas.
O GDT possuía uma boa equipa sendo que quando o GDV entrou na série Açores contratou bastantes jogadores do clube.
Os atletas que querem continuar a praticar o desporto vão para o clube da Calheta. Foi criado o Clube Desportivo Escolar do Topo, possuindo os desportos de Ginástica (Sénior), Xadrez, Hip-Hop, Voleibol (Equipa Sénior, Juvenil, Iniciados e minis) entre outros.
O clube do Topo de mini volei joga contra o único rival: "Calheta". Nunca perdeu um jogo, o que faz com que no fim da época o clube vá para os jogos regionais.
No Topo também é praticado o Judo.

## Personalidades
- Willem van der Hagen, explorador;
- D. Manuel Bernardo de Sousa Enes, bispo;
- José Joaquim Borges de Azevedo Enes, magistrado;
- Manuel Bernardo Borges de Azevedo Enes, jornalista.
- Diogo de Matos da Silveira, sacerdote.